# Amana

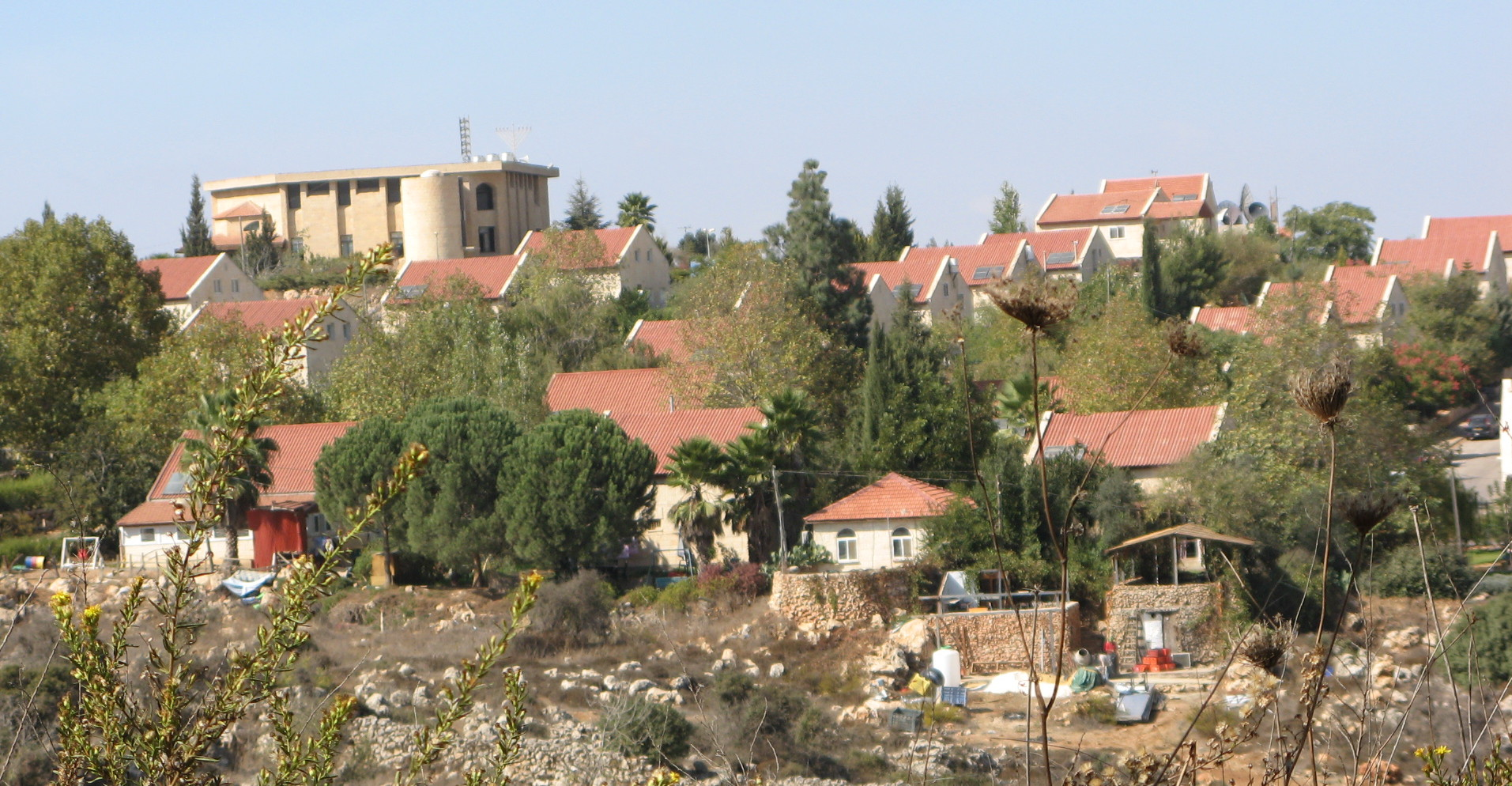
Osada Ofra založená roku 1975

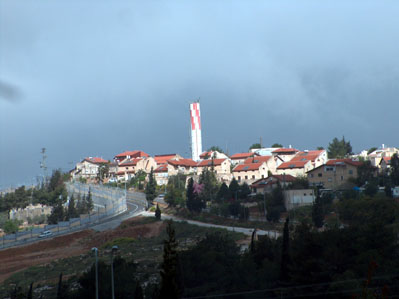
Osada Bejt Choron založená roku 1977

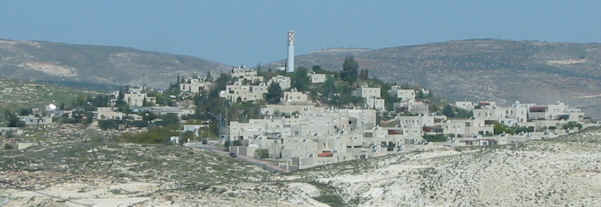
Osada Ma'ale Michmas založená roku 1981

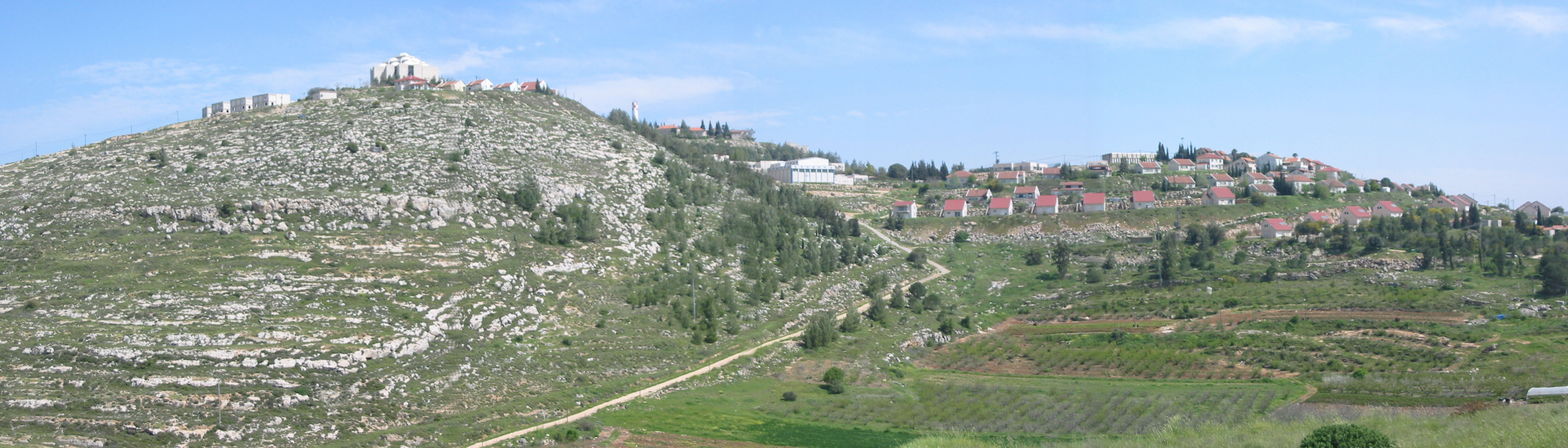
Osada Šilo založená roku 1978

Amana (hebrejsky: אמנה, doslova „smlouva“) je pravicová organizace v Izraeli napojená na hnutí Guš Emunim, která se zabývá zakládáním židovských sídel zejména na okupovaných územích, dobytých v roce 1967 (Západní břeh Jordánu a Golanské výšiny).
Vznikla v roce 1978 a jejím cílem bylo posilovat židovské osídlení na územích pod kontrolou Izraele. Kromě samotného zakládání nových vesnic v nich Amana zajišťovala i pracovní místa, sociální služby a územní rozvoj. Prvními vesnicemi zřízenými Amanou byly Ofra, Mevo Modi'im, Kedumim a Ma'ale Adumim. Amana je propojena se stavební firmou Binjanej Bar Amana, která provádí stavební práce na výstavbě některých osad.
Databáze Amana uvádí 77 vesnic patřících pod tuto organizaci. Ne všechny mají status samostatné administrativní obce a v mnohých případech jde jen o takzvané outposty, izolované skupiny provizorní zástavby. Některé z osad Amany byly zrušeny. To je případ vesnic Slav nebo Širat ha-Jam v Pásmu Gazy vysídlených roku 2005. Některé další neleží na okupovaných územích. Například vesnice Or ha-Ganuz se nachází v Galileji v severním Izraeli, poblíž masivu Har Meron. Amana pomáhala zakládat i další vesnice v Galileji, například Morešet a Micpe Netofa.
Předsedou Amany je Ze'ev Chever (זאב חבר) zvaný Zambiš. Organizace má sídlo v Jeruzalému.
V roce 2024 přidaly Kanada, Spojené království a Spojené státy americké organizaci Amana na své sankční seznamy. Důvodem bylo, že organizace zakládala nelegální outposty a vyhrožovala Palestincům.

## Seznam osad patřících pod organizaci Amana
| - Abigail - Acmona - Adam - Adej Ad - Alon - Amona - Anatot - Ateret - Avnej Chefec - Bruchin - Bat Ajin - Bejt Chagaj - Bejt Choron - Bejt Jatir - Dolev - Ejnav - Ejnot Kedem | - Elej Sinaj - Elon More - Eškolot - Giv'at Harel - Har Bracha - Chareša - Chemdat - Itamar - Jakir - Jic'har - Karmej Cur - Karmel - Kfar Adumim - Kfar Darom - Kfar Eldad - Kida - Kirjat Arba | - Kochav Ja'akov - Kochav ha-Šachar - Ma'ale Chever - Ma'ale Levona - Ma'ale Michmas - Ma'on - Mevo Dotan - Mevo'ot Jericho - Micpe Asa'el - Micpe Dani - Micpe Eštemoa - Micpe Jair - Micpe Jericho - Migdalim - Migron - Necarim - Nerija | - Neve Cuf - Nili - Nofej Nechemija - Nofej Prat - Nokdim - Ofra - Or ha-Ganuz - Otniel - Pedu'el - Pnej Kedem - Rechelim - Revava - Rotem - Sansana - Slav - Susja - Šavej Šomron | - Šilo - Šim'a - Širat ha-Jam - Švut Rachel - Talmon - Tekoa - Tel Katifa - Tel Menaše - Tene Omarim |